# Ángel Sixto Rossi
Ángel Sixto Rossi (Córdoba, 11 de agosto de 1958) es un eclesiástico católico argentino, miembro de la Compañía de Jesús. Es arzobispo de Córdoba, desde diciembre de 2021, y vicepresidente primero de la Conferencia Episcopal Argentina, desde noviembre de 2024.
Fue creado cardenal por el papa Francisco durante el consistorio del 30 de septiembre de 2023, con el titulus de Santa Bernadette Soubirous.

## Biografía
Nació el 11 de agosto de 1958, en la ciudad argentina de Córdoba. Hijo de Ángel Sixto Rossi y Delicia Ruiz Caraffa.

### Formación
Realizó su formación primaria en el Colegio Dr. Alejandro Carbó, y la secundaria en el Colegio Gabriel Taborín, de formación religiosa y perteneciente a los Hermanos de la Sagrada Familia de Belley. Ambos centros educativos en Córdoba.
Completó sus estudios eclesiásticos en Ecuador. Tras realizar estudios en la Pontificia Universidad Gregoriana, obtuvo la licenciatura en Teología espiritual, con el trabajo sobre: "El discernimiento espiritual en San Ignacio". En 1976, ingresó en el noviciado de la entonces Provincia Argentina de la Compañía de Jesús.

### Sacerdocio
Su ordenación sacerdotal fue el 12 de diciembre de 1986.
Se desempeñó como rector de la Iglesia de El Salvador, en Buenos Aires (1990-1992). Fundó el Hogar San José, destinado a las personas que viven en situación de calle.
Durante ocho años, siendo novicio compartió residencia junto a Jorge Mario Bergoglio (futuro papa Francisco), inicialmente permaneció en el Colegio Máximo de San Miguel y luego en la Iglesia de El Salvador.
Fue maestro de novicios de su congregación (1992-1995). En 1992, creó la Fundación Manos Abiertas, una organización de caridad que brinda ayuda a las personas más pobres y vulnerables. Inicialmente abrió su primera sede en Villa de Mayo. En 2019, la fundación fue reconocida como obra apostólica con especial vinculación con la Compañía de Jesús. La fundación se ha extendido en diez ciudades de la Argentina. También fue superior de la comunidad de la Residencia Mayor en Córdoba (2013-2019).
Hasta el momento de su nombramiento episcopal se desempeñaba como: Consejero de la Provincia Argentino-Uruguaya de la Compañía de Jesús, con sede en la Residencia Mayor de la Compañía en Córdoba; Coordinador del Equipo Misionero Itinerante y Asistente espiritual de la Fundación Manos Abiertas.

## Episcopado
El 6 de noviembre de 2021, el papa Francisco lo nombró arzobispo de Córdoba.

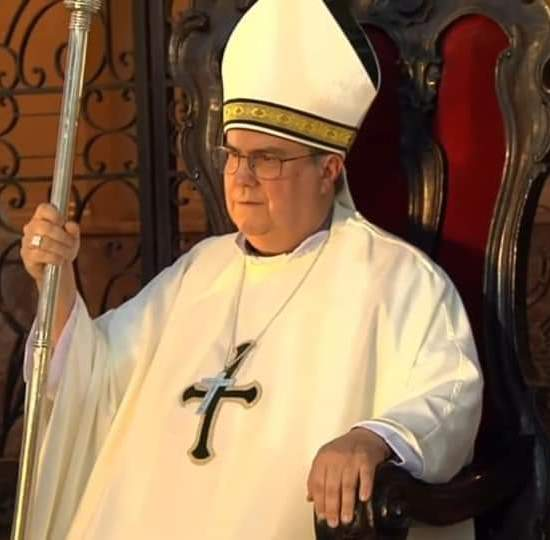
Rossi tomando posesión de la sede cordobesa.

Fue consagrado el 17 de diciembre del mismo año, en el atrio de la Catedral de Córdoba, a manos del arzobispo Carlos Ñáñez. Esta ceremonia marcó un hecho histórico al ser es el primer jesuita en llegar a ese cargo y siendo la primera ordenación de un arzobispo en la arquidiócesis. Ñáñez le legó su báculo, el mismo que llevó consigo frente a la sede cordobesa.
El 29 de junio de 2022, en una ceremonia en la Basílica de San Pedro, recibió el palio arzobispal de manos del papa Francisco. El 15 de octubre del mismo año, en una ceremonia en la Catedral de Córdoba, recibió la imposición del palio arzobispal de manos del nuncio apostólico, Mirosław Adamczyk.
El 12 de noviembre de 2024, fue elegido como vicepresidente primero de la Conferencia Episcopal Argentina (CEA) por la 125° Asamblea Plenaria de la institución, por el trienio 2024-2027.

### Cardenalato
Fue creado cardenal por el papa Francisco durante el consistorio del 30 de septiembre del mismo año, con el titulus de cardenal presbítero de Santa Bernadette Soubirous.
El 4 de octubre de 2023, fue nombrado miembro del Dicasterio para el Culto Divino y la Disciplina de los Sacramentos y del Dicasterio para los Institutos de Vida Consagrada y las Sociedades de Vida Apostólica.

## Reconocimientos
El 26 de agosto de 2024, la Universidad Siglo 21 le otorgó un doctorado honoris causa, por sus aportes y servicios a la comunidad, en un acto en el que estuvo presente el intendente de la Ciudad de Córdoba, Daniel Passerini.

## Escudos de armas
|           |
| Arzobispo |

|          |
| Cardenal |

## Publicaciones
Ofreció numerosos ejercicios espirituales ignacianos a grupos de sacerdotes, religiosos y laicos. 
Publicó diversos libros y ensayos de carácter espiritual y pastoral, como autor o coautor, entre los cuales: 
- Semillas de Cielo y Tierra (1997). Ed. Sudamericana, ISBN 978-950-507-707-6
- Teresa de Lisieux (1999).[21] Ed. Galeón, ISBN 987-9363-10-8.
- Pequeños gestos con gran amor (1999). Ed. Sudamericana, ISBN 978-987-667-100-2
- Educar es difícil, posible y bello (2002).[22] En coautoría con Hugo Salaberry y Diego Fares. ISBN 978-950-507-633-8
- Una Iglesia para el nuevo milenio (2002). ISBN 978-950-507-639-0
- Peregrinando con el corazón lleno de rostros (2003).[8]ISBN 978-950-07-2436-4
- Espérame y vamos juntos (2007).
- Testigos de su belleza (2008).
- El secreto de la Belleza (2017).[23] En coautoría con Fares Diego. ISBN 978-987-667-003-6
- Cuidar al Pastor (2017). En coautoría con Fares Diego. Ed. Ágape Libros, ISBN 978-987-640-452-5
- Pinceladas Brocherianas [a](2017).[24][25]
- Con Los Pobres Al Lado Y Dios En Los Adentros (2019). Ed. Ágape Libros, ISBN 978-987-640-568-3